# Скоростная дорога Пекин — Куньмин
Скоростная дорога Пекин–Куньмин (кит. упр. 北京－昆明高速公路, пиньинь Jīngkūn gāosù gōnglù), часто Цзинкунсьская скоростная дорога (кит. упр. 京昆高速公路) — высокоскоростное шоссе, ведущее из столицы КНР Пекина в Куньмин, (Юньнань). 

## Маршрут
- Пекин
- Шицзячжуан, Хэбэй
- Тайюань, Шаньси
- Сиань, Шаньси
- Чэнду, Сычуань
- Куньмин, Юньнань